# Velise-Nõlva
Velise-Nõlva est un village estonien de la commune de Märjamaa situé dans le comté de Rapla.